# Küstriner Bach

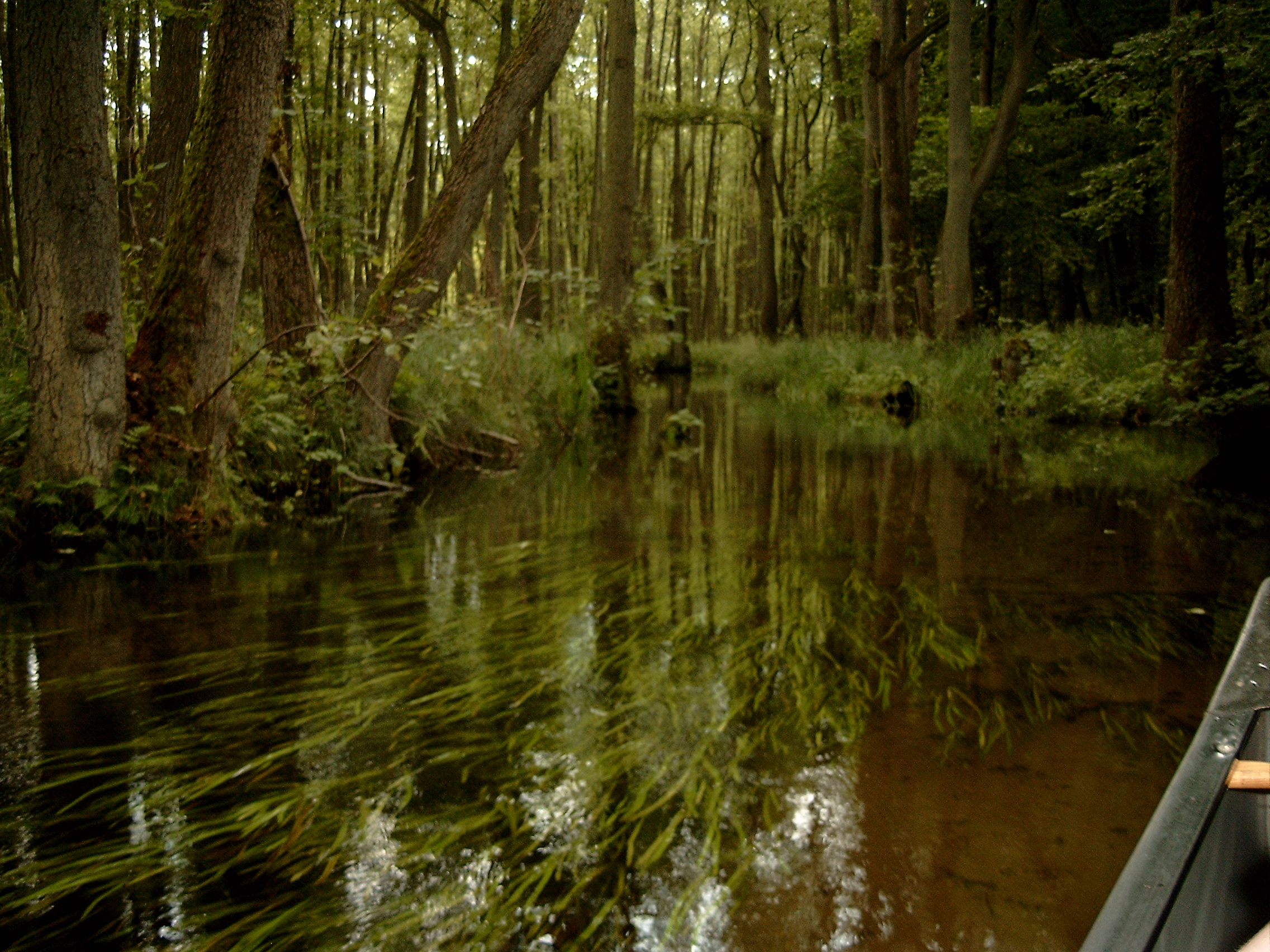
Küstriner Bach bij Lychen

De Küstriner Bach (de benedenloop wordt ook Küstrinchener Bach of Küstrinchenbach genoemd) is een beek ten noordoosten van de stad Lychen in noorden van de deelstaat Brandenburg.  De bovenloop is ook de grens met de deelstaat Mecklenburg-Voor-Pommeren.
De 11 km lange natuurlijke beek bevindt zich in het Natuurpark Uckermärkische Seen.